# Un joc de război
"Un joc de război" (1959) (titlu original War Game) este o povestire science fiction scrisă de Philip K. Dick.

## Intriga
Pământenii sunt foarte precauți când vine vorba de importarea jucăriilor de pe Ganymede, știut fiind că locuitorii acestui satelit jovian pun la cale acțiuni militare împotriva celor Trei Planete Interioare.
Așa se face că noul lot de jucării de Crăciun este testat cu mare grijă. Unul dintre jocuri este un costum de cowboy care alterează percepția realității, motiv pentru care e respins. Al doilea joc le dă mari bătăi de cap specialiștilor, fiind format dintr-o trupă de doisprezece soldați care asediază o citadelă. Soldații dispar unul câte unul, iar specialiștii se tem că, atunci când va dispărea și ultimul, citadela va exploda. Acesta e un motiv suficient pentru respingerea jocului.
Singurul joc care trece testul este asemănător vechiului Monopoly, dar specialiștii trec cu vederea un mic amănunt: jocul nu este desemnat să îi învețe pe copii să câștige, ci să piardă tot.